# Emilio Izaguirre
Emilio Arturo Izaguirre Girón (Tegucigalpa, Departamento de Francisco Morazán, Honduras, 10 de mayo de 1986) es un exfutbolista profesional hondureño y empresario dueño de diversos condominios en la ciudad de Tegucigalpa. Jugaba como lateral izquierdo o interior izquierdo su último equipo fue el C. D. Marathón de la Liga Nacional de Honduras, fue internacional absoluto con su selección. Actualmente es el director deportivo del Motagua de Honduras.

## Trayectoria

### Motagua
Es un futbolista que participó con el Club Deportivo Motagua de Tegucigalpa, Honduras desde el año 2004. Con este club, Izaguirre tuvo la oportunidad de adjudicarse el torneo de Liga Nacional de Fútbol de Honduras Apertura 2006-2007 el 17 de diciembre de 2006. 
Durante el Apertura 2007-2008; Izaguirre tuvo nuevamente la oportunidad de disputar otra final con el Motagua, pero su equipo cayó en el partido final ante el Club Deportivo Marathón por 0-2. Por lo que Emilio y su club, se tuvieron que conformar con el subcampeonato de Liga Nacional de Fútbol de Honduras. 
En el 2007; Emilio Izaguirre también fue parte fundamental, para que el Club Deportivo Motagua se coronara campeón del último torneo interclubes de la UNCAF 2007. Izaguirre participó con el Motagua ante los equipos: Real Estelí de Nicaragua, Municipal de Guatemala, y en los partidos de la gran final, ante el Deportivo Saprissa de Costa Rica. Fue precisamente Emilio, quien envió el pase del gol que anotara el brasileño Josimar, y con el cual su equipo lograra el título centroamericano.
El 30 de enero de 2007, mientras el Club Deportivo Motagua disputaba un partido de Liga Nacional, Izaguirre Girón recibió una barrida de parte del defensor del Club Deportivo Victoria: Junior Izaguirre. Esto provocó que el volante motagüense cayera y se fracturara la clavícula. La lesión, mantendría a Emilio; alejado de las canchas, por aproximadamente dos meses.
El 2 de marzo de 2008, Emilio regresó a las canchas completamente recuperado de su lesión y participó en el encuentro que su equipo perdiera por 0-1 ante el Club Deportivo Platense.
Una semana después, Izaguirre también tuvo la oportunidad de participar en el torneo de campeones de la Concacaf 2008; ante el Pachuca de México donde cumplió una aceptable labor.
Al final del torneo Apertura de Honduras, el nombre de Emilio Izaguirre sonó fuerte entre los distintos medios de comunicación para pasar al Pachuca. Pero al final, fue el Ipswich Town de Inglaterra quien se interesó en los servicios del futbolista hondureño. Izaguirre hizo una prueba con el equipo inglés y convenció al técnico, pero no logró quedarse debido a que no pudo conseguir su permiso de trabajo.

### Celtic
En agosto de 2010 Emilio fue traspasado al Celtic de Escocia por £600,000. Su debut oficial en el cual Celtic derrotó a domicilio al Motherwell (1-0), le valió para adueñarse de la titularidad en la banda izquierda. Debido a su destacada participación con el club escocés, varios equipos de la Premier Inglesa (Liverpool, Aston Villa,y supuestamente Arsenal y Manchester United según afirma diarios hondureños) se interesaron en el jugador.
En abril de 2011 Emilio Izaguirre fue elegido por sus colegas, como el futbolista del año (2010-2011) en la Premier Escocesa de Fútbol. En mayo de 2011 Izaguirre se coronó campeón de la Copa de Escocia luego de que su equipo venciera al Motherwell por 3-0. Antes el Céltic había perdido el título de la liga Escocesa a manos del Rangers.
El 21 de abril de 2013 el futbolista hondureño cumplió su partido número 100 con la camisa verde y blanca del Celtic, al tiempo que sumó su segundo título desde que llegó a suelo europeo. El Celtic levantó la copa al vencer 4 a 1 al Inverness, a 4 juegos del final de la liga escocesa. "Coincidentemente el año pasado el Celtic se coronó campeón a falta de cinco jornadas para finalizar la liga. Además, Izaguirre jugó Copa de Campeones de Europa y fue eliminado en octavos de final por la Juventus."

### Al-Fayha
El 25 de julio de 2017 se confirmó su traspaso al Al-Fayha, a cambio de 1,4 millones de euros.

### Regreso al Celtic
El 10 de agosto de 2018, el Celtic hizo oficial su vuelta por una temporada.

### Regreso al Motagua
El 9 de agosto de 2019, el propio jugador confirmó su regreso al Motagua después de nueve años.

## Selección nacional
Emilio Izaguirre Participó con la selección juvenil de Honduras que clasificó al mundial de Países Bajos 2005. Durante el torneo clasificatorio celebrado en San Pedro Sula del 26 de enero al 31 del mismo mes, Izaguirre y todo el equipo hondureño tuvieron que enfrentar un grupo complicadísimo. 
En el primer partido, Honduras venció a Jamaica por 4-2, luego perdieron con Canadá por 0-1 y eliminaron a la selección de fútbol de México por 2-0. Con estos resultados, Honduras consiguió 6 puntos que fueron suficientes, para lograr la clasificación al mundial. Emilio Izaguirre tuvo participación en todos los encuentros disputados. Luego de la clasificación, Izaguirre también fue parte del equipo que participó en Países Bajos, pero los resultados fueron desastrosos en contra de rivales como Chile, Suiza, y España. 
En el 2007, Emilio Izaguirre dio el salto a la selección mayor y formó parte del equipo nacional de Honduras que logró la clasificación a la Copa de Oro de la Concacaf 2007 luego de vencer a Nicaragua por 9-1 en un partido de repechaje. Antes, esta misma selección había puesto en peligro su clasificación al caer ante Costa Rica 1-3 y al empatar con Panamá a un gol por bando. 
Luego de este torneo, el técnico Chelato Uclés dio paso al colombiano Reynaldo Rueda pero Izaguirre continuó siendo importante para el nuevo seleccionador. Por esta razón, Izaguirre pasó a formar parte de la selección que disputó amistosos en contra de El Salvador, Haití, Venezuela y Trinidad y Tobago previo a la Copa Oro 2007. 
Una vez en la Copa Oro, Izaguirre tuvo una destacada participación particularmente; en el encuentro que Honduras derrotó a México por 2-1 en el estadio de los Gigantes de Nueva Jersey. Izaguirre y la selección de fútbol de Honduras terminaron su participación en dicho torneo, derrotando a Cuba por 5-0 y perdiendo 0-1 ante Guadalupe en octavos de final en junio del 2007. 
Luego de ese torneo, Izaguirre se ganó la titularidad en la selección de fútbol de Honduras, y fue llamado a participar en los partidos amistosos que su selección sostuvo en contra de Ecuador, Guatemala, y Panamá entre otros amistosos.
Sobre el final del 2007, Emilio Izaguirre fue convocado por el técnico Alexis Mendoza; a formar parte de la selección sub-23 que disputó la clasificación a los Pre-Olímpicos del 2008. Izaguirre, fue titular en los dos juegos disputados ante El Salvador y Panamá. Al final del mini-torneo, el combinado catracho logró su pase al lograr 4 puntos y mejor promedio de goles que Panamá.
Posteriormente, Milo Izaguirre pasó a formar parte de la selección de fútbol de Honduras rumbo a Sudáfrica 2010 y del Torneo de Naciones UNCAF 2009.
El 5 de mayo de 2014 se anunció que Izaguirre había sido convocado entre los 23 jugadores que disputarán la Copa Mundial de Fútbol de 2014 en Brasil con Honduras.

### Participaciones en Copas del Mundo
| Mundial                               | Sede         | Resultado    |
| ------------------------------------- | ------------ | ------------ |
| Copa Mundial de Fútbol Sub-20 de 2005 | Países Bajos | Primera fase |
| Copa Mundial de Fútbol de 2010        | Sudáfrica    | Primera fase |
| Copa Mundial de Fútbol de 2014        | Brasil       | Primera fase |

## Clubes
| Club           | País           | Año         |
| -------------- | -------------- | ----------- |
| F. C. Motagua  | Honduras       | 2004 - 2010 |
| Celtic F. C.   | Escocia        | 2010 - 2017 |
| Al-Fayha F. C. | Arabia Saudita | 2017 - 2018 |
| Celtic F. C.   | Escocia        | 2018 - 2019 |
| F. C. Motagua  | Honduras       | 2019 - 2021 |
| C. D. Marathón | Honduras       | 2021 - 2022 |

## Estadísticas

### Clubes
Actualizado al 6 de enero de 2021.
Último partido citado: Motagua 1 - 3 Olimpia.
| F. C. Motagua Honduras |                     |                     |     |    |    |    |    |     |     |    |
| 2004-05 | 1.ª                 | 19                  | 0   | -  | -  | -  | -  | 19  | 0   |    |
| 2005-06 | 1.ª                 | 30                  | 0   | -  | -  | -  | -  | 30  | 0   |    |
| 2006-07 | 1.ª                 | 28                  | 1   | -  | -  | -  | -  | 28  | 1   |    |
| 2007-08 | 1.ª                 | 25                  | 1   | -  | -  | -  | -  | 25  | 1   |    |
| 2008-09 | 1.ª                 | 16                  | 1   | -  | -  | 0  | 0  | 16  | 1   |    |
| 2009-10 | 1.ª                 | 25                  | 1   | -  | -  | -  | -  | 25  | 1   |    |
| 2010-11 | 1.ª                 | -                   | -   | -  | -  | 2  | 0  | 2   | 0   |    |
| Total | Total               | 143                 | 4   | 0  | 0  | 2  | 0  | 145 | 4   |    |
| Celtic F. C. Escocia |                     |                     |     |    |    |    |    |     |     |    |
| 2010-11 | 1.ª                 | 33                  | 1   | 9  | 0  | -  | -  | 42  | 1   |    |
| 2011-12 | 1.ª                 | 12                  | 0   | 2  | 0  | -  | -  | 14  | 0   |    |
| 2012-13 | 1.ª                 | 32                  | 0   | 7  | 0  | 10 | 0  | 49  | 0   |    |
| 2013-14 | 1.ª                 | 34                  | 0   | 3  | 0  | 10 | 0  | 47  | 0   |    |
| 2014-15 | 1.ª                 | 35                  | 1   | 9  | 1  | 14 | 0  | 58  | 2   |    |
| 2015-16 | 1.ª                 | 17                  | 2   | 1  | 0  | 7  | 0  | 25  | 2   |    |
| 2016-17 | 1.ª                 | 12                  | 0   | 2  | 0  | 4  | 0  | 18  | 0   |    |
| Total | Total               | 165                 | 4   | 32 | 1  | 42 | 0  | 239 | 5   |    |
| Al-Fayha F. C. Arabia Saudita |                     |                     |     |    |    |    |    |     |     |    |
| 2017-18 | 1.ª                 | 24                  | 0   | 3  | 0  | -  | -  | 27  | 0   |    |
| Total | Total               | 24                  | 0   | 3  | 0  | 0  | 0  | 27  | 0   |    |
| Celtic F. C. Escocia |                     |                     |     |    |    |    |    |     |     |    |
| 2018-19 | 1.ª                 | 14                  | 0   | 2  | 0  | 3  | 0  | 19  | 0   |    |
| Total | Total               | 14                  | 0   | 2  | 0  | 3  | 0  | 19  | 0   |    |
| F. C. Motagua Honduras |                     |                     |     |    |    |    |    |     |     |    |
| 2019-20 | 1.ª                 | 16                  | 1   | -  | -  | 7  | 0  | 23  | 0   |    |
| 2020-21 | 1.ª                 | 14                  | 0   | -  | -  | 4  | 0  | 18  | 1   |    |
| Total | Total               | 30                  | 1   | 0  | 0  | 11 | 0  | 41  | 1   |    |
| Total en su carrera | Total en su carrera | Total en su carrera | 376 | 9  | 37 | 1  | 58 | 0   | 471 | 10 |
| (1)Incluye Copa de Escocia (2010-19), Copa de la Liga de Escocia (2010-19), Copa de Arabia Saudita (2017-18, Copa del Rey de Campeones (2018). (2)Incluye Copa Sudamericana (2008), Liga de Campeones de la Concacaf (2010-20), Liga Europa de la UEFA (2014-19) y Liga de Campeones de la UEFA (2012-18), Liga Concacaf (2019-20). |                     |                     |     |    |    |    |    |     |     |    |

## Palmarés

### Campeonatos nacionales
| Título                     | Club          | País     | Año     |
| -------------------------- | ------------- | -------- | ------- |
| Torneo Apertura            | F. C. Motagua | Honduras | 2006    |
| Copa de Escocia            | Celtic F. C.  | Escocia  | 2010-11 |
| Premier League de Escocia  | Celtic F. C.  | Escocia  | 2012-13 |
| Copa de Escocia            | Celtic F. C.  | Escocia  | 2012-13 |
| Premier League de Escocia  | Celtic F. C.  | Escocia  | 2013-14 |
| Premier League de Escocia  | Celtic F. C.  | Escocia  | 2014-15 |
| Copa de la Liga de Escocia | Celtic F. C.  | Escocia  | 2014-15 |
| Premier League de Escocia  | Celtic F. C.  | Escocia  | 2015-16 |
| Premier League de Escocia  | Celtic F. C.  | Escocia  | 2016-17 |
| Copa de la Liga de Escocia | Celtic F. C.  | Escocia  | 2016-17 |
| Premier League de Escocia  | Celtic F. C.  | Escocia  | 2018-19 |
| Copa de Escocia            | Celtic F. C.  | Escocia  | 2018-19 |
| Copa de la Liga de Escocia | Celtic F. C.  | Escocia  | 2018-19 |

### Campeonatos internacionales
| Título           | Club          | País     | Año  |
| ---------------- | ------------- | -------- | ---- |
| Copa Interclubes | F. C. Motagua | Honduras | 2007 |

### Distinciones individuales
| Distinción                                       | Año  |
| ------------------------------------------------ | ---- |
| Mejor futbolista de la Liga Nacional de Honduras | 2007 |
| Mejor futbolista de la Premier League de Escocia | 2011 |

## Vida privada
Está casado con Virginia Varela, con quien tiene dos hijos, un niño y una niña.
Mantuvo una buena relación de 20 años con el difunto reconocido pastor hondureño Mario Tomas Barahona al cual consideraba como un mentor y quien en vida fue pastor de la Iglesia Mi Viña en Tegucigalpa, Iglesia a la cual Emilio asiste desde que era un joven de 15 años y desde entonces se mantiene fiel al cristianismo.